# Luigi Giussani
Luigi Giussani (Desio, 15 de octubre de 1922 - Milán, 22 de febrero de 2005) fue un sacerdote italiano, fundador del movimiento eclesial Comunión y Liberación.

## Primeros años de vida
Su padre, Beniamino Giussani socialista anarquista le inculcó el gusto por la poesía, la música y la pintura; su madre, Angelina Gelosa la religiosidad. 
Muy joven, el 2 octubre de 1933 entró al seminario diocesano de Séveso, y posteriormente realizó sus estudios en la Facultad de Teología de Venegono. En este mismo sitio después ejercería varios años como profesor. Entre 1964 y 1990 enseñó teología introductoria en la Universidad Católica del Sagrado Corazón en Milán.

## Vida religiosa
Luigi Giussani, el fundador del movimiento católico Comunión y Liberación, falleció en Milán, la madrugada del 22 de febrero de 2005, a los 82 años, a causa de una insuficiencia circulatoria y renal. 'Don Giussani', como se le conocía en Italia, era considerado uno de los principales exponentes del catolicismo contemporáneo en Italia y en Europa.
El 22 de febrero de 2012, en el séptimo aniversario del "dies natalis" de Don Giussani, el presidente de la Fraternidad de Comunión y Liberación, el sacerdote español Julián Carrón, solicita formalente la apertura de la fase diocesana de la causa de beatificación de Don Giussani al cardenal arzobispo de Milán, Angelo Scola.

## Fundador de un movimiento eclesial
La fraternidad "Comunión y Liberación" en la actualidad está presente en cerca de 70 países. El objetivo del grupo tal como lo propuso Giussani es promover una educación cristiana madurada por sus miembros y colaborar con la misión de la Iglesia en todos los ámbitos de la sociedad.

"El acontecimiento cristiano, vivido en la comunión, es el fundamento de la auténtica liberación del hombre".

Su interés por el arte lo llevó al reclamo de que la verdad se reconoce por la belleza. En "Comunión y Liberación" se habla de un privilegio otorgado a la estética. 

He aquí la original intuición pedagógica de vuestro Movimiento: volver a proponer, de modo fascinante y en sintonía con la cultura contemporánea, el acontecimiento cristiano, percibido como fuente de nuevos valores, capaz de orientar la existencia entera.
Juan Pablo II. Carta del 22 de febrero de 2004.

El camino es Cristo... Comunión y Liberación, más que ofrecer cosas nuevas, apunta a hacer redescubrir la tradición y la historia de la Iglesia, para volver a expresarla en formas capaces de hablar y de interpelar a los hombres de nuestro tiempo.

La oración es el gesto más razonable que el hombre, implicado en la lucha cotidiana por la vida, puede realizar, la petición es el alfa y la omega de todo. Yo no he hecho nada, soy un cero. Todo lo hace el Infinito y nosotros no haríamos nada si no se nos diera.
 Giussani.

Además del movimiento Comunión y Liberación, las Hermanas de la Caridad de la Asunción le consideran su fundador, y otros institutos lo tienen por padre espiritual, tales como la Fraternidad San Carlos y la Asociación Memores Domini.

## Obras de Luigi Giussani

### Curso básico de cristianismo
- De la utopía a la presencia. Editorial, Encuentro. ISBN 978-84-9920-181-8
- El sentido religioso. Editorial, Encuentro. ISBN 978-84-7490-940-1
- Los orígenes de la pretensión cristiana. Editorial, Encuentro. ISBN 84-7490-227-4
- Por qué la Iglesia. Editorial, Encuentro. ISBN 84-7490-718-7
- Curso básico de Cristianismo. Editorial, Encuentro. ISBN 9788474908800

### Otras obras destacadas
- El camino a la verdad es una experiencia. Editorial, Encuentro. ISBN 9788474908435
- La Fraternidad de Comunión y Liberación. Editorial, Encuentro. ISBN 9788474908343
- Educar es un riesgo. Apuntes para un método educativo verdadero. Editorial, Encuentro. ISBN 84-7490-787-X
- El yo, el poder, las obras. Editorial, Encuentro. ISBN 978-84-7490-941-8
- ¿Se puede vivir así? Un acercamiento extraño a la experiencia cristiana. Editorial, Encuentro. ISBN 9788474908428
- El milagro de la hospitalidad. Editorial, Encuentro. ISBN 84-7490-812-4
- Mis lecturas. Editorial, Encuentro. ISBN 84-7490-145-6
- El atractivo de Jesucristo. Editorial, Encuentro. ISBN 84-7490-593-1
- ¿Qué es el hombre para que te acuerdes de él? Editorial, Encuentro. ISBN 978-84-9055-166-0

## Obras sobre Luigi Giussani
- Luigi Giussani. Un pensamiento original. Autor, Angelo Scola. Editorial, Encuentro. ISBN 84-7490-777-2

## Distinciones

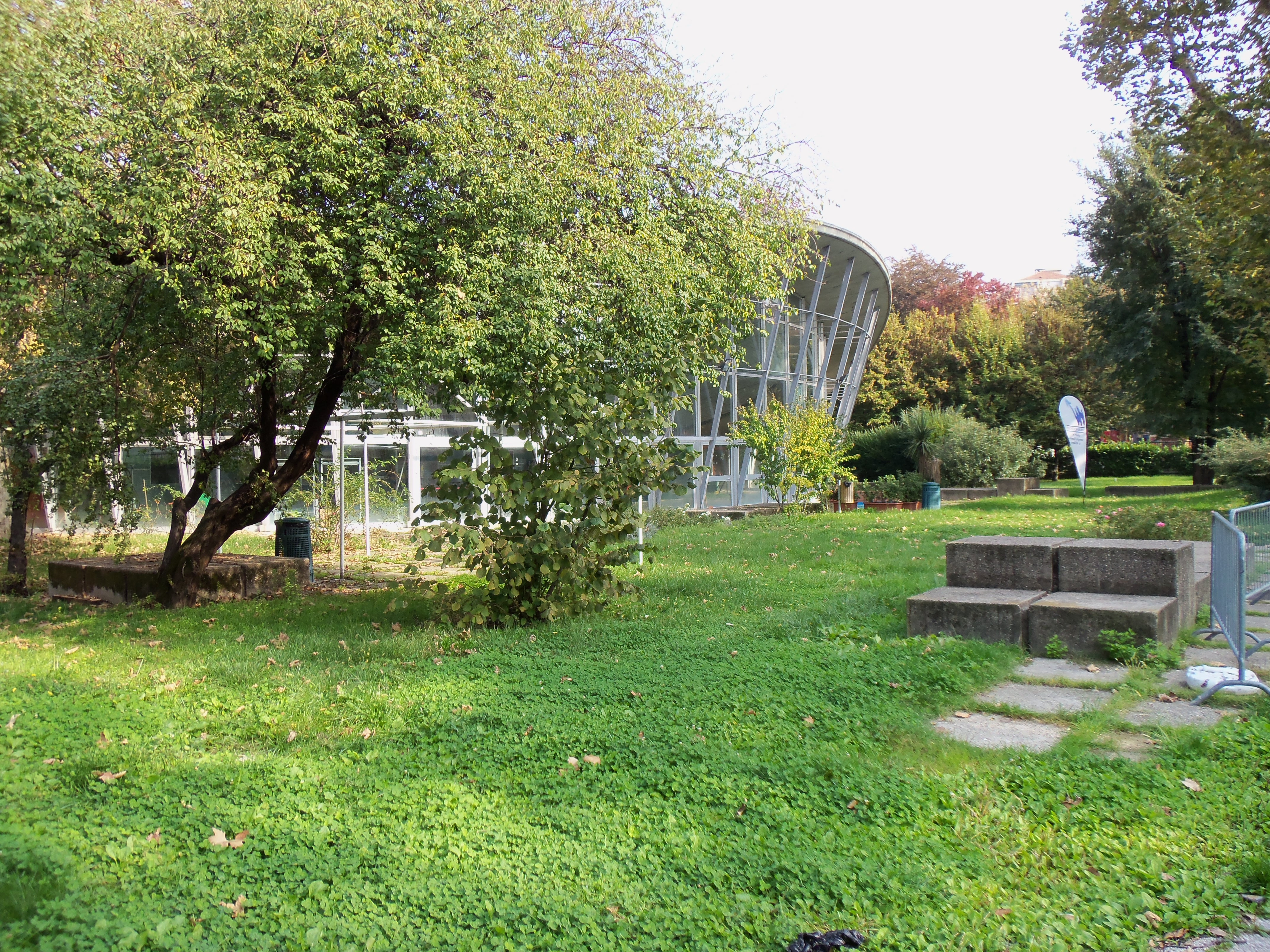
Parque Don Giussani en Milán (hasta 2006 Parco Solari).

- En 1983 el papa Juan Pablo II le otorgó el título de Monseñor.
- En 1995 Giussani recibió el Premio Internacional Medalla de Oro al mérito de la Cultura Católica.
- En 2003 el Premio Macchi dado por la Asociación de padres de Escuelas Católicas.